# Тер-Петросян Левон Акопович
Лево́н Ако́пович Тер-Петрося́н (вірм. Լեւոն Տեր-Պետրոսյան; нар. 9 вересня 1945, Алеппо, Сирія) — перший Президент Вірменії.

## Життєпис

### Освіта
У 1963–1968 навчався на відділенні сходознавства філологічного факультету Єреванського державного університету.
У 1968–1971 навчався на аспірантурі Ленінградського інституту сходознавства. У 1972 р. захистив кандидатську, а у 1987 р. — докторську.

### Кар'єра
У 1972–1978 працював науковим співробітником в Інституті літератури Вірменії ім. М. Абегяна.
З 1978 до 1985 займав посаду наукового секретаря Інституту стародавніх рукописів (Матенадаран) ім. Месропа Маштоца. З 1985 р. працював у тому ж інституті як старший науковий співробітник. Автор більш ніж 70 наукових робіт. Член Союзу письменників Вірменії, французького Азійського товариства, академії мхітаристів Венеції, а також він є почесним доктором університету Ла Верна.
З лютого 1988 керував комітетом «Карабах» Матенадарана, а з травня 1988 включений до складу комітету карабаського руху Вірменії. З грудня 1988 по квітень 1989 разом з іншими членами комітету «Карабах» був заарештований.
Листопад 1989 — обраний членом правління Вірменського загальнонаціонального руху, а потім — його головою. 27 серпня 1989 обраний депутатом Верховної Ради Вірменської РСР, 20 травня 1990 — знову.
У 1990–1991 — голова Верховної Ради Вірменської РСР.

## Президентство
16 жовтня 1991 обраний першим президентом Республіки Вірменія. 22 вересня 1996 переобраний на другий термін, однак опозиція на чолі з Вазгеном Манукяном заявила про масові фальсифікації результатів виборів. Демонстрації опозиції були подавлені силовими методами — внутрішніми військами й армією. У лютому 1998 р. подав у відставку через непогодження позиції щодо карабаського конфлікту з найближчим оточенням.
На думку головного редактора газети «Аравот» (означає «ранок») Арама Абраамяна, на відміну від Роберта Кочаряна, Сержа Саргсяна та Нікола Пашиняна, Тер-Петросян — єдина людина, яка завжди «ризикувала» говорити людям правду про Арцаську проблему.